# Здоровое питание

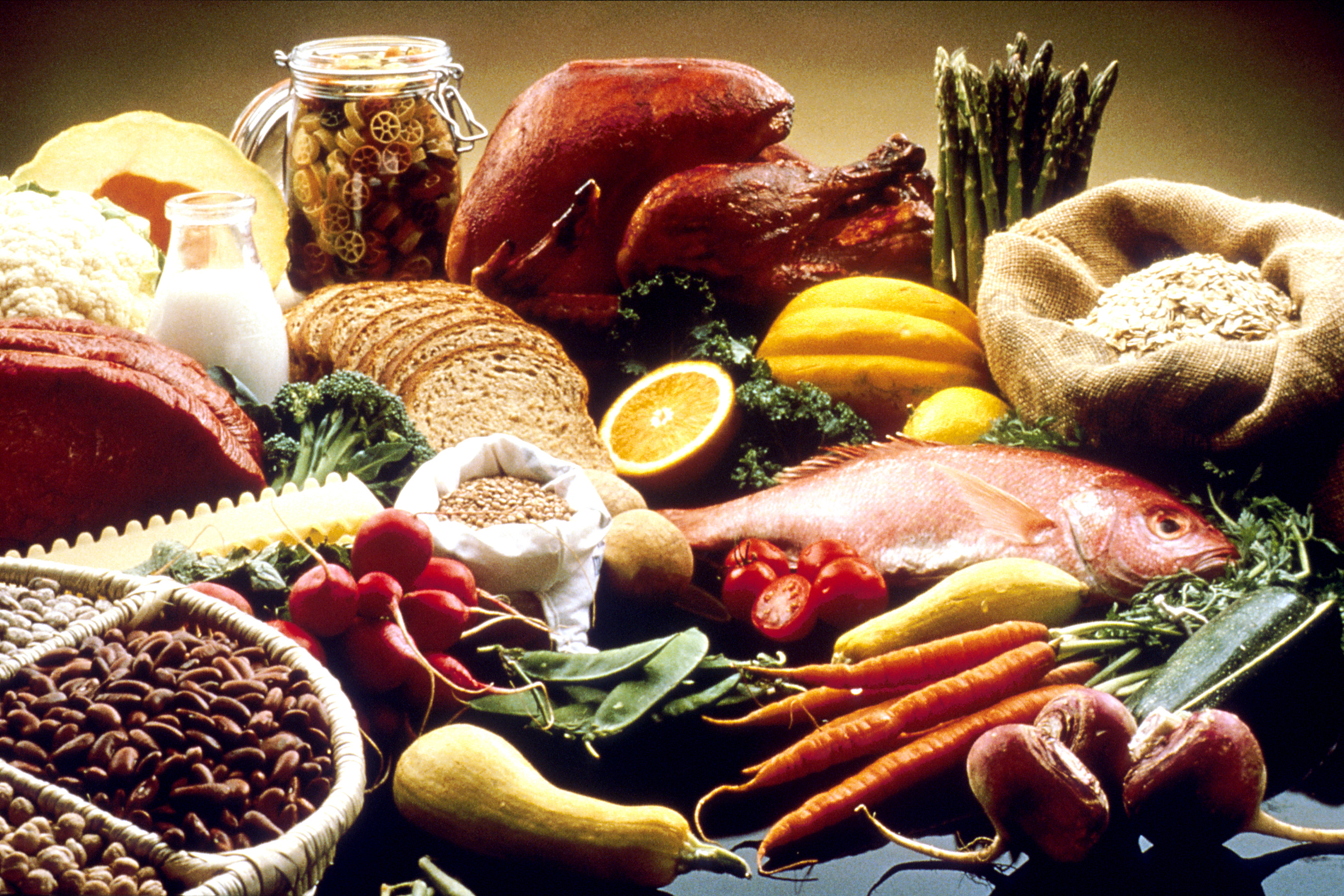
Некоторые продукты, приемлемые для здоровой диеты. На изображении бобы, цельное зерно, цветная капуста, дыня Кантелопа, макароны, хлеб, апельсин, индейка, лосось, морковь, репа, цукини, стручковый горошек, фасоль, редис, спаржа, кабачки, нежирная говядина, помидоры и картофель.

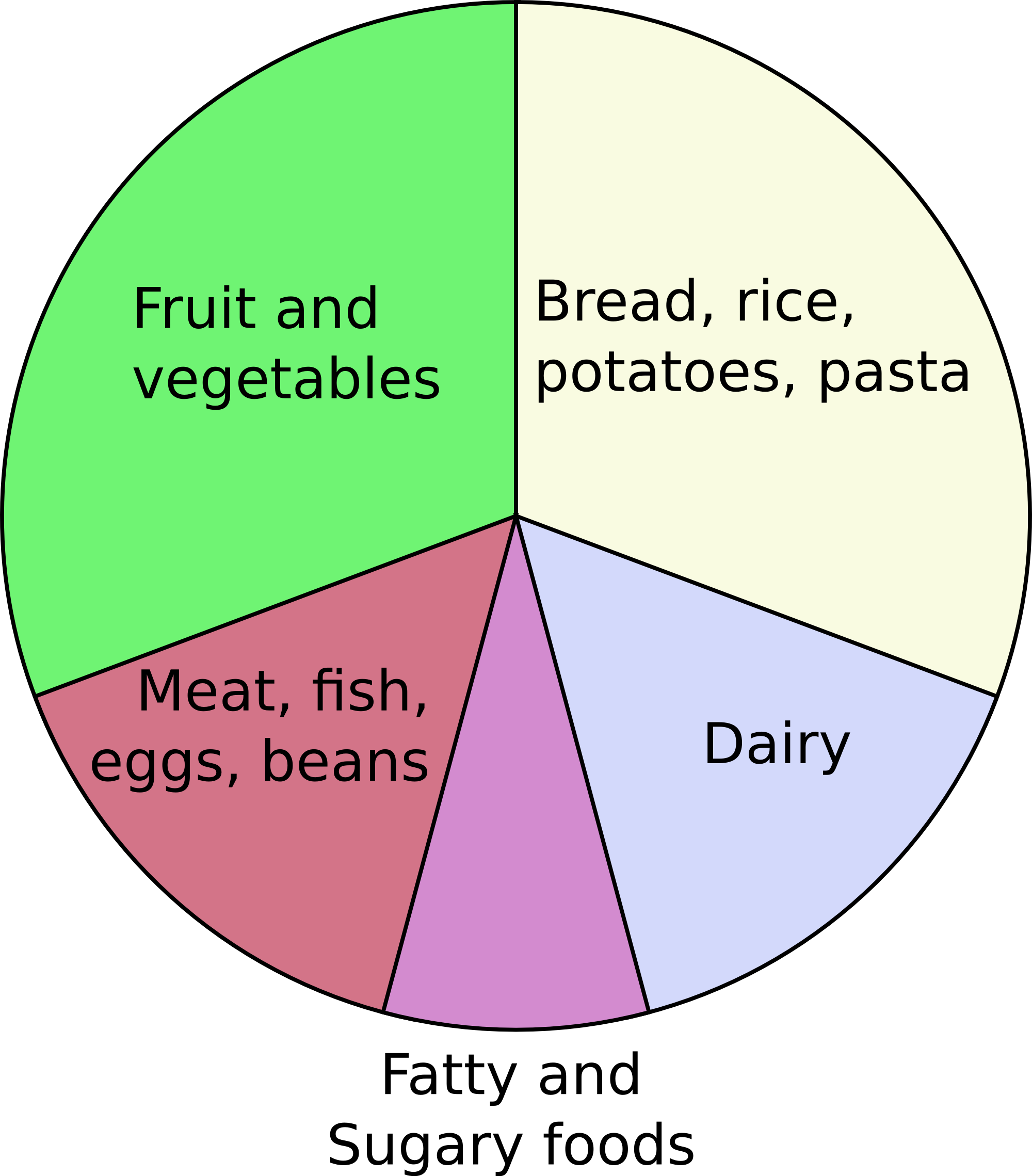
Диаграмма, иллюстрирующая рекомендуемое соотношение продуктов в пище, на основе «тарелки здорового питания»

Здоро́вое пита́ние — питание, обеспечивающее рост, нормальное развитие и жизнедеятельность человека, способствующее укреплению его здоровья и профилактике заболеваний. С хорошим общим состоянием здоровья и со сниженным риском хронических заболеваний ассоциируется диета, богатая фруктами, овощами, цельным зерном, бобовыми, орехами и рыбой, с низким уровнем потребления насыщенных жиров, трансжиров и сахара и ограниченным потреблением соли. Здоровая диета предполагает низкий уровень потребления продуктов из очищенных зёрен, переработанного мяса (например, колбасных изделий) и подслащенных продуктов. Рекомендации по здоровому питанию между странами по отдельным продуктам могут отличаться, вероятно, исходя из национальных культур и традиций питания.
Следование рекомендациям здорового питания в сочетании с регулярной физической активностью уменьшает риск развития хронических заболеваний и расстройств, таких как ожирение, сердечно-сосудистые заболевания, диабет, повышенное давление и рак. Урбанизация, рост количества переработанной еды и изменения в образе жизни людей привели к изменению их питания. Многие люди не потребляют достаточного количества фруктов, овощей и других источников клетчатки, таких как цельное зерно. Овощи и фрукты являются хорошим источником клетчатки и необходимых организму витаминов и минералов. Практически во всех странах есть рекомендации по правильному питанию, в которых предписывается употребление овощей и фруктов.
Рекомендации по потреблению белковой пищи между странами различаются. Хотя и животные, и растительные продукты могут быть источниками белков, они не являются равноценными с точки зрения содержащихся аминокислот, жирных кислот, витамина B12, биодоступных железа и цинка, клетчатки и продуктов вторичного метаболизма растений. В случае веганства здоровая диета требует отдельного планирования по части получения витамина B12, железа, кальция и омега-3-полиненасыщенных жирных кислот. Общие рекомендации по питанию обычно сводятся к потреблению нежирного мяса, рыбы или к ограничению или умеренному потреблению мяса. Некоторые рекомендации предлагают ограничить потребление красного мяса. Альтернативной красному мясу в качестве источника белка может быть комбинация бобовых, орехов, птицы и рыбы.
Здоровое питание, будучи разнообразным и сбалансированным, по части состава зависит от особенностей отдельно взятого человека, как например, пол, возраст, образ жизни и степень физической активности, а также от культурных традиций, местного наличия тех или иных продуктов, их цен и обычаев по части питания. Общие же принципы остаются неизменными. Здоровая и сбалансированная диета особенно важна для развития детей, в том числе и для матери при планировании и во время беременности. Прививание здоровой диеты начинается с грудного вскармливания и продолжается по мере обучения детей родителями. В последующем это может сказаться на более хороших результатах в учёбе, продуктивности и здоровье на протяжении всей жизни. Пожилым людям здоровая диета позволяет вести более здоровый и активный образ жизни. Помимо укрепления здоровья, здоровое питание также помогает людям становиться счастливее.

## Обеспечение потребностей организма
Здоровая диета предполагает удовлетворение физиологических и энергетических потребностей организма путём потребления сбалансированного соотношения макронутриентов (углеводов, белков и жиров) без излишнего переедания, но с достаточным поступлением в организм микронутриентов (витаминов и минералов), а также обеспечение организма водой в достаточном количестве. Макронутриенты обеспечивают организм необходимой энергией и строительными материалами, в то время как микронутриенты необходимы в достаточно малых (по массе) количествах для роста, развития, нормального обмена веществ и функционирования организма.

## Рекомендации по здоровому питанию

### Рекомендации Всемирной организации здравоохранения
В целях предотвращения хронических неинфекционных заболеваний и снижения смертности по всему миру Всемирной организацией здравоохранения были подготовлены рекомендации по здоровому питанию. Базовые рекомендации включают в себя:
1. Ежедневное употребление по крайней мере 400 г (5 порций) овощей и фруктов, при этом овощи всегда должны включаться в рацион, а фрукты могут быть в качестве закуски.
2. Потребление и расход энергии (калорий) должны быть примерно одинаковы.
3. Снижение потребляемых жиров до менее чем 30 % от общего количества потребляемых калорий. Насыщенные жиры должны составлять менее 10 % от числа калорий, трансжиры — менее 1 %. Насыщенные жиры и трансжиры должны замещаться ненасыщенными, в частности, полиненасыщенными. Трансжиры промышленного производства желательно исключать из рациона вообще.
4. Ограничение потребления свободных сахаров до менее чем 10 % от общего числа калорий, а при сокращении до 5 % пользы для здоровья будет больше. Сладкие закуски лучше заменить на свежие фрукты и овощи.
5. Сокращение уровня потребляемой соли до рекомендуемого суточного уровня, что составляет не более 5 г в сутки (для натрия — не более 2 г в сутки). Добавляемая в пищу соль должна быть йодированной. Смягчить негативные эффекты от избыточного количества соли на кровяное давление может помочь калий, который поступает в организм через овощи и фрукты.

Помимо фруктов и овощей здоровое питание также включает в себя бобовые (например, чечевицу или фасоль), орехи, цельные злаки (например, непереработанная кукуруза, просо, овёс, пшеница и неочищенный рис).
ВОЗ отмечает, что сокращение потребления соли в мире до рекомендуемого уровня могло бы предотвратить 1,7 миллиона смертей в год. Алкоголь также не входит в здоровую диету. Согласно ВОЗ, нет безопасной дозы алкоголя, чем меньше алкоголя употребляется, тем лучше для здоровья. Рекомендации ВОЗ также приводятся и на сайте Роспотребнадзора.
Для детей различных возрастов рекомендации схожи с рекомендациями для взрослых. Для грудных детей ВОЗ рекомендует:
1. Исключительно грудное вскармливание в течение первых 6 месяцев жизни.
2. Дополнение грудного молока с шестимесячного возраста прикормом, который должен состоять из разнообразных безопасных и питательных продуктов, но без добавления соли и сахара.
3. Продолжение грудного вскармливания в течение первых двух лет жизни и позднее.

### Поддержка здорового питания государством
Правительства многих развитых стран ежегодно выделяют средства на популяризацию здорового образа жизни и, в частности, здорового питания. Большую популярность приобрели средства инфографики, например, разработанные с учётом национальных особенностей пирамиды питания, на которых визуально показывается рекомендуемое количество различных видов продукции.
В России возможно получить диетологическую помощь в рамках первичной медико-санитарной помощи. Врачи-диетологи осуществляют наблюдение и лечение следующих групп пациентов:
- с избыточной массой тела и ожирением I—III степени;
- с алиментарно-зависимыми заболеваниями;
- страдающих синдромом нарушенного пищеварения и всасывания;
- имеющих нарушения пищевого статуса.

Кроме того, во многих государствах надзорными службами регулируются заявления о пользе для здоровья, размещаемые на продуктах и в рекламе, чтобы избежать недостоверной информации и защитить потребителей.
В Чили с июня 2016 года производители пищевой продукции обязаны на лицевой стороне упаковки проставлять предупреждающие этикетки о высоком содержании насыщенных жиров, сахара, натрия (соль, сода и другие) и калорий. Продукты, содержащие хотя бы одну такую этикетку, не могут рекламироваться для детей, продаваться в детских садах и школах или быть включены в программу школьного питания. После введения этого закона пищевая промышленность Чили снизила содержание сахара и натрия в продуктах. Вслед за Чили подобные законы были приняты в Бразилии, Мексике, Перу, Уругвае, Аргентине, Израиле, Канаде.

## История исследований
Первопроходцем в профилактике неинфекционных заболеваний через изменение образа жизни была Финляндия. К 1972 году в Финляндии был чрезвычайно высокий уровень смертности из-за сердечно-сосудистых заболеваний, особенно в Северной Карелии. Чтобы изменить ситуацию правительству поступила петиция от населения, и в ответ стартовал проект «Северная Карелия», преследовавший своей целью снижение среди населения чрезвычайно высокого уровня холестерина в сыворотке крови, артериального давления и противодействие курению. Рекомендации по части диеты сводились к употреблению нежирной пищи, снижению количества животных жиров в пользу растительных, ограничению потребления яиц (желтков) парой в неделю, увеличению потребления цельнозерновых продуктов, овощей, корнеплодов, ягод и фруктов. По части ограничения потребления соли был организован отдельный проект. Помимо государства большую активность проявляли многие добровольные организации, проводились масштабные кампании в СМИ, вопросы здоровья стали популярной темой в журналах, газетах, радио- и телепередачах.
Большой интерес международного общества проект привлёк в 1995 году, когда был опубликован итоговый комплексный отчёт о результатах проекта, с тех пор также многое было достигнуто. С 1972 года коронарная смертность в Северной Карелии к 2014 году снизилась примерно в 7 раз (на 84 %), а в целом по Финляндии — в 5 раз (на 82 %). Из изменений в диете отмечается замещение бутербродов со сливочным маслом мягкими маргаринами и сливочно-растительными спредами, а при приготовлении пищи люди также стали отдавать предпочтение растительным маслам. Снижение потребления соли позволило снизить средний уровень кровяного давления. Результаты проекта показали, что причины неинфекционных заболеваний исходят в основном от нездорового образа жизни. Большая часть международного опыта в профилактике сердечно-сосудистых заболеваний основана именно на результатах проекта «Северная Карелия».